# 再会 (1975年の映画)
『再会』（さいかい）は、1975年に公開された映画。監督は、斎藤耕一。主演は、野口五郎。実家を出て横浜港から船でブラジルに旅立つことになった姉と、見送るためについてきた弟との横浜の街で過ごして別れるまでの3日間を描く。

## あらすじ
村田賢は、姉・葉子が結婚を機にブラジルに移住することになり横浜港から船で出港する姉の見送りのため電車で横浜駅にたどり着く。駅を出た2人は葉子の恋人・小沼和人との待ち合わせ場所の旅館に向かうが彼がまだ来ておらず、明日乗る予定の船を見に港に行く。船を探し回るがなかなか見つからず、賢は葉子に「相手の男に騙されたんじゃないの？」と不安を煽るようなことを言い出す。いつも通りに見えた賢の心の中で葉子を遠くに行かせたくないという想いが溢れ、引き留めようと彼はわざとそんなことを言うのだった。
そんな賢の気持ちを知らない葉子は数十分後船を見つけて喜ぶが、港の人から諸事情で船の出発が一日延びたことを聞かされる。旅館に戻った後小沼から電話がかかり、葉子の電話のやり取りに聞き耳を立てた賢は「警察が…」という言葉に不安がよぎる。その後葉子は賢から事情を尋ねられ「心配ない」と告げるが、納得せずしつこく食い下がる弟に姉は泣き出してしまう。そのまま夜の街に出かけた賢は、その後出会った若い男女たちとのやり取りから真剣に愛に悩む者がいる一方、遊びで男女の関係を持つ者もいるということを知る。
翌朝賢が旅館へ戻ると葉子と話す小沼の姿があり、姉から彼を紹介された後賢は勇気を出して昨日の電話の「警察が」の意味を尋ねる。すると小沼は、勤めていた会社で知人が起こした横領事件の参考人として警察に出頭を求められていることを賢に打ち明ける。賢は警察で正直に話すべきと訴えるが小沼の気持ちは変わらなかったため、賢は旅館を出て行ってしまう。その後小沼は“賢は私たちの居場所を警察に言うのでは？”と心配になるが、葉子は弟を庇い気が変わって戻ってくることを信じて2人で明朝まで留まることに。
昼頃賢が山下公園で佇んでいた所、一人の少女が近づいてきて「一緒に遊んで」と話しかけられるが、迷子だと思い彼女の母親を探す。夕方になり少女と歩いていた賢は連れ去り犯と間違えられて警官に呼び止められてしまい、警察署で事情聴取を受ける羽目に。弟の状況を知らない葉子は翌朝船の出港時間が近づくと「賢はもう岐阜に帰ってしまったに違いない」と思い小沼と旅館を後にする。その頃ようやく少女連れ去りの疑いが晴れ長時間の取調べから解放された賢は警察署を飛び出すと一目散に港へ向かう。

## キャスト
村田賢（けん）
演 - 野口五郎
10代後半の若者。岐阜県在住。12年前の自身が幼い頃に両親を亡くし、葉子と2人だけで暮らしてきた。これまでの生活は親代わりの葉子に面倒を見てもらい、ガソリンスタンドで働く知人のおじさんに手助けしてもらってきた。性格は子供っぽく甘ったれた所があり、男としてはまだ頼りないが憎まれ口だけは一人前。田舎育ちなこともあり恋愛に関しては純粋で真面目で、都会の男女交際には疎い所がある。
村田葉子
演 - 江波杏子
賢の姉で彼にとって唯一の肉親。30歳。元ホステス。この12年間生活費や賢の学費のため水商売で懸命に働き自分のことは二の次だったため、小沼とのブラジル行きで自身の幸せをつかもうとしている。少々気が短く愚痴っぽい所があるが基本的に弟想いで世話好きな性格。ブラジルでは小沼と日本料理屋を始める予定で、日本で賢に料理の修行をしてもらい3年後に呼び寄せるつもりでいる。
小沼和人
演 - 池部良
葉子の恋人。葉子とサンパウロで新生活を始めるために3ヶ月前から準備をしてきた。交際中の葉子とブラジルで挙式する予定だが元は不倫による交際で、自身は2週間前に前妻との離婚が成立したばかり。賢とは面識はなく、彼からは「大事な姉を奪っていく男」としてあまり良く思われていない。ちなみに横領事件の首謀者は、前妻の兄で自身と親しくしていた。
広川刑事
演 - 佐藤英夫
幼女を連れ去った容疑で賢を取調べる。賢に連れ去った動機や身元を引き受ける家族がいるかを尋ねた後、彼が持っていた50万円についてどこで手に入れたか説明を求める。風邪を引いておリ取調べの間咳をしたり鼻をかんでいる。
立木史郎
演 - 寺田農
ディスコの客の中年男。店内のステージに上がり、客たちの前で“女にまつわる自身の不幸な身の上話”を語る。ただし本人によると、この話は真っ赤な嘘で客も嘘だと分かってこの戯言をゲーム感覚で楽しんでいるとのこと。
桂アカネ
演 - 横山リエ
立木の知人。“リリパット王国”というグループの一員。立木とつるんで不幸な彼のために客からカンパを集め、金を入れてくれた賢としばらくの間雑談を交わす。仲間から「独占欲が強い」と評されている。
ディスコの客
演 - 沢木慶瑞
「この世に愛はあると信じる。セックスこそが男女を結びつける最高の絆だと信じる」と言う立木に客席からヤジを飛ばす。
少女
演 - 松下実加
賢が山下公園で出会った幼稚園児ぐらいの女の子。普段から屈託のない笑顔で過ごしており、少女の方から賢になついてきた。「お兄ちゃんと一緒に行く」と駄々をこねたため渋々彼がしばらくの間一緒に過ごしてあげる。
少女の母
演 - 富山真沙子
娘と2人で山下公園を訪れるが、ちょっと目を離した好きに娘を見失う。“娘が誰かに連れ去られた”と思い、その後警察に助けを求める。
旅館の主人
演 - 坂田金太郎
横浜の宿屋を経営。葉子と小沼が日本を離れる前に泊まる予定だが、彼から遅れるとの電話を受けたことを彼女に伝える。オレンジと白色をした猫を飼っておりいつも抱いて接客している。旅館の中は寂れており客が使う皿などもあまりキレイではない。
女子大生
スナックで賢と出会う大学4年生。東京の大学生活に憧れ自分が変わるきっかけを期待していたが思い通りに行かず、横浜の夜の街に訪れ「最初に出会った男と男女の関係を持つ」と決めてスナックに訪れた。その後賢とホテルに向かい行為に及ぼうとする。
岩瀬宣子
演 - 角ゆり子
遠山理沙
演 - 丘淑美
街の男
演 - 園田健二
運転手
演 - 小田草之助
ウェイトレス
演 - 舛田紀子
刑事
演 - 城戸卓

## スタッフ
- 監督 - 斎藤耕一
- 製作 - 瀬島光雄
- 脚本 - 斎藤耕一、仲倉重郎
- 企画 - 西川宗明
- 撮影 - 坂本典隆
- 音楽 - 青山八郎
- 美術 - 芳野尹孝
- 編集 - 杉原よ志
- 録音 - 平松時夫
- スチール - 長谷川宗平
- 助監督 - 仲倉重郎
- 照明 - 津吹正

- 『何処へ 』

作詞：山上路夫、作曲、編曲：馬飼野俊一／歌：野口五郎　
賢が少女と2人で船に乗ったり山下公園で過ごすシーンでこの曲がBGMとして使用される。

## 製作
1975年1月16日に東京ホテルニューオータニで製作発表会見があり、席上、西川宗明NPミュージック・プロモーション社長が「ハタチまでにいい映画に一本出したい意向だった」と話し、南ポリドール・レコード社長と意見が一致し、映画製作が決定した。野口はこれまで歌一筋で本格的に演技をするのは初めて。「演技は『夜のヒットスタジオ』（フジテレビ）で少しコントをやったくらい」と話した。NPミュージック・プロモーションサイドから『津軽じょんがら節』で、多くの映画賞を獲った江波杏子・斎藤耕一監督に「野口の初主演映画を撮って下さい」と働きかけがあった。会見で内容は「野口の自伝風の作品になる」と説明があり、斎藤監督は「野口君は際立ってナイーブなところがボクの好みに合う」と話し、野口は「非常に重みを感じている。未知のことだから、偉そうには言えない。一から教えてもらって頑張りたい」などと話した。

### 撮影
1975年1月21日クランクイン、神奈川県横浜、岐阜柳ヶ瀬などでロケを行うと会見で説明があった。

## 同時上映
『続・愛と誠』
- 主演：早乙女愛、監督：山根成之